# Campylorhynchus megalopterus
El cucarachero serrano o matraca barrada (Campylorhynchus megalopterus) es una especie de ave paseriforme de la familia Troglodytidae endémica de México. 

## Distribución y hábitat
Se encuentra únicamente en los bosques tropicales húmedos de las montañas del sur de México.